# Jessica Lowndes
Jessica Marie Lowndes (8. studenog 1988.) je kanadska glumica i pjevačica. Najpoznatija je po ulozi Adrianne Tate-Duncan u TV seriji "90210".